# Mikałaj Szaucou
Mikałaj Michajławicz Szaucou (biał. Мікалай Міхайлавіч Шаўцоў, ros. Николай Михайлович Шевцов, Nikołaj Michajłowicz Szewcow; ur. 22 sierpnia 1948 w Baguciczach) – białoruski polityk, deputowany do Rady Najwyższej Republiki Białorusi XIII kadencji, w latach 1996–2000 deputowany do Izby Reprezentantów Republiki Białorusi I kadencji.

## Życiorys

### Młodość i praca
Urodził się 22 sierpnia 1948 roku we wsi Bagucicze, w rejonie jelskim obwodu poleskiego Białoruskiej SRR, ZSRR. W latach 1971–1975 pracował jako dyrektor domu kultury, starszy inspektor w dziale kadr. W latach 1975–1991 był instruktorem, kierownikiem wydziału w Jelskim Komitecie Rejonowym Komunistycznej Partii Białorusi (KPB), kierownikiem wydziału w Homelskim Komitecie Obwodowym KPB, I sekretarzem Narowlańskiego Komitetu Rejonowego KPB. W 1979 roku ukończył Leningradzki Państwowy Instytut Kultury, w 1987 roku – Mińską Wyższą Szkołę Partyjną. W latach 1991–1994 pełnił funkcję dyrektora fabryki cukierniczej w Narowli. W latach 1994–1996 pracował jako przewodniczący Narowlańskiego Rejonowego Komitetu Wykonawczego. W 1995 roku ukończył Miński Instytut Zarządzania Kompleksem Rolniczo-Przemysłowym. Był członkiem Partii Komunistów Białoruskiej.

### Działalność parlamentarna
W drugiej turze wyborów parlamentarnych 28 maja 1995 roku został wybrany na deputowanego do Rady Najwyższej Republiki Białorusi XIII kadencji z Jelskiego-Narowlańskiego Okręgu Wyborczego Nr 93. 9 stycznia 1996 roku został zaprzysiężony na deputowanego. Od 23 stycznia pełnił w Radzie Najwyższej funkcję członka Stałej Komisji ds. Edukacji, Nauki i Kultury. Był przewodniczącym Podkomisji ds. Kultury. Należał do frakcji komunistów. Od 3 czerwca był członkiem grupy roboczej Rady Najwyższej ds. współpracy z parlamentem Republiki Kirgizji. Poparł dokonaną przez prezydenta Alaksandra Łukaszenkę kontrowersyjną i częściowo nieuznaną międzynarodowo zmianę konstytucji. 27 listopada 1996 roku przestał uczestniczyć w pracach Rady Najwyższej i wszedł w skład utworzonej przez prezydenta Izby Reprezentantów Zgromadzenia Narodowego Republiki Białorusi I kadencji. Pełnił w niej funkcję zastępcy przewodniczącego Komisji ds. Edukacji, Kultury, Nauki i Postępu Naukowo-Technicznego. Zgodnie z Konstytucją Białorusi z 1994 roku jego mandat deputowanego do Rady Najwyższej zakończył się 9 stycznia 2000 roku; kolejne wybory do tego organu jednak nigdy się nie odbyły. Jego kadencja w Izbie Reprezentantów zakończyła się 21 listopada 2000 roku.
Od 1997 roku był kierownikiem działu kadr i ewidencji Głównego Urzędu Polityki Kadrowej w Administracji Prezydenta Republiki Białorusi.

## Odznaczenia
- Medal „Za Zasługi w Pracy” (ZSRR, 1982)[1].

## Życie prywatne
Mikałaj Szaucou jest żonaty. W 1995 roku mieszkał w mieście Narowla w obwodzie homelskim.